# Nyíri Tamás-díj
A Nyíri Tamás-díjat 1996 és 1999 között azok a magyar állampolgárok kapták, akik kiemelkedő tevékenységet végeznek a teológia vagy a filozófia területén, illetve azok, akik a hívők és nem hívők közötti párbeszédet előmozdítják.
A díj átadására a II. vatikáni zsinat Dignitatis Humanae című, vallásszabadságról szóló nyilatkozata megjelenésének évfordulóján került sor, december 7-én. 2000-ben a díjról szóló rendeletet a Fraknói Vilmos-díj alapításakor hatályon kívül helyezték.

## A díj kitüntetettjei

### 1996
- Weissmahr Béla SJ.
- Dabóci Mária[1]

### 1997
- Szennay András - volt pannonhalmi főapát
- Turay Alfréd - a Szegedi Hittudományi Főiskola rektora[1]

### 1998
- Endreffy Zoltán filozófus, műfordító[2]

### 1999
- dr. Fila Béla nyugdíjas teológiaprofesszor - több évtizedes tanári munkásságáért, fontos nemzetközi forrásanyag megjelentetéséért és tudományos tevékenységéért.
- dr. Tomka Miklós vallásszociológus - a magyar vallásszociológiai kutatás nemzetközi elismertetéséért